# Авенида да Либердаде (Лиссабон)
Авенида да Либердаде (порт. Avenida da Liberdade, рус. Проспект Свободы) — улица в центре Лиссабона, Португалия. Представляет собой широкий бульвар шириной 90 м и длиной 1100 м со множеством зелёных насаждений и пешеходных дорожек.
Улица появилась в 1879—1886 годах по образу и подобию парижских бульваров. Её создание стало важным этапом в истории развития города и расширению его на север. Здесь начали селиться обеспеченные жители и строиться элитные дома. С XIX века здесь сохранились памятники португальской истории и городской архитектуры — пешеходные тротуары, памятники и статуи, посвященные Алмейде Гаррету, Александру Геркулану; а также монумент павшим в Первой мировой войне и т. д.
В XX—XXI веках здесь разместились респектабельные особняки, гостиницы, рестораны, магазины и отели. Авенида да Либердаде, по некоторым данным, заняла 35-е место в рейтинге самых дорогих улиц мира, благодаря бутикам с люксовыми брендами (Christian Dior, Chanel, Versace, Gucci, Givenchy, Yves Saint Laurent, Louis Vuitton, Prada, Dolce & Gabbana, Armani, Burberry).

## Галерея

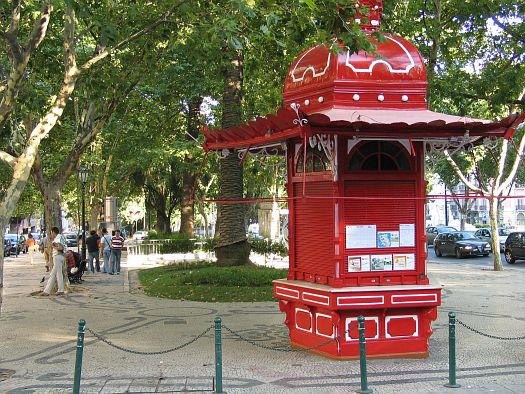
Сквер на Авенида да Либердаде
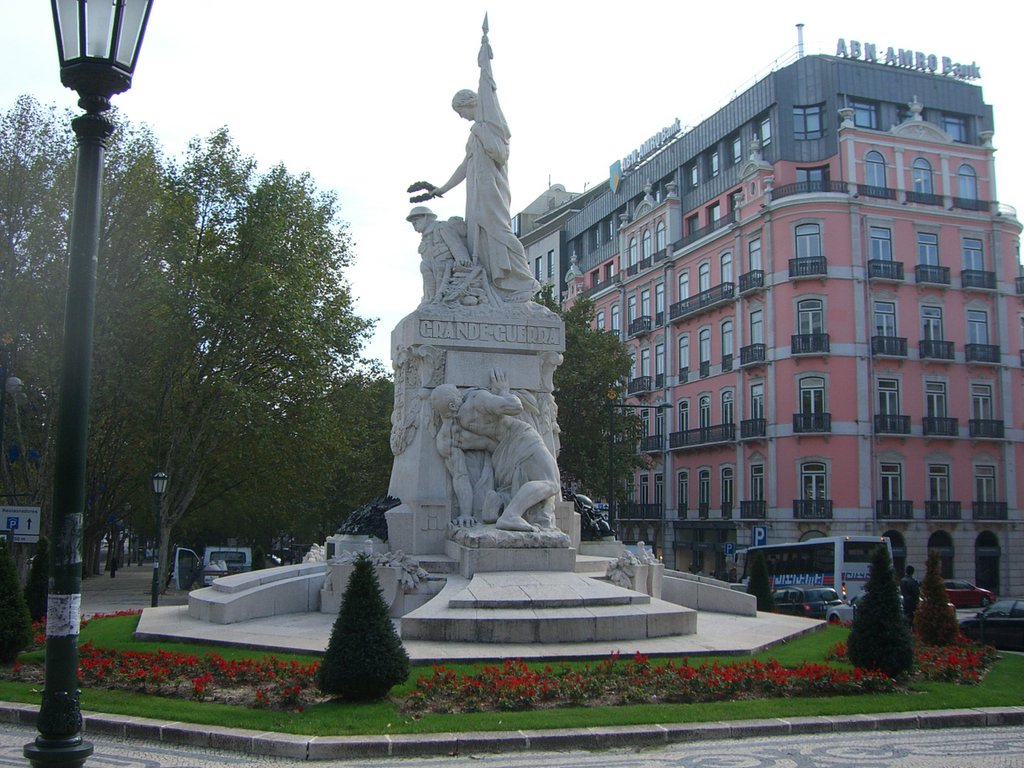
Монумент павшим в Первой мировой войне
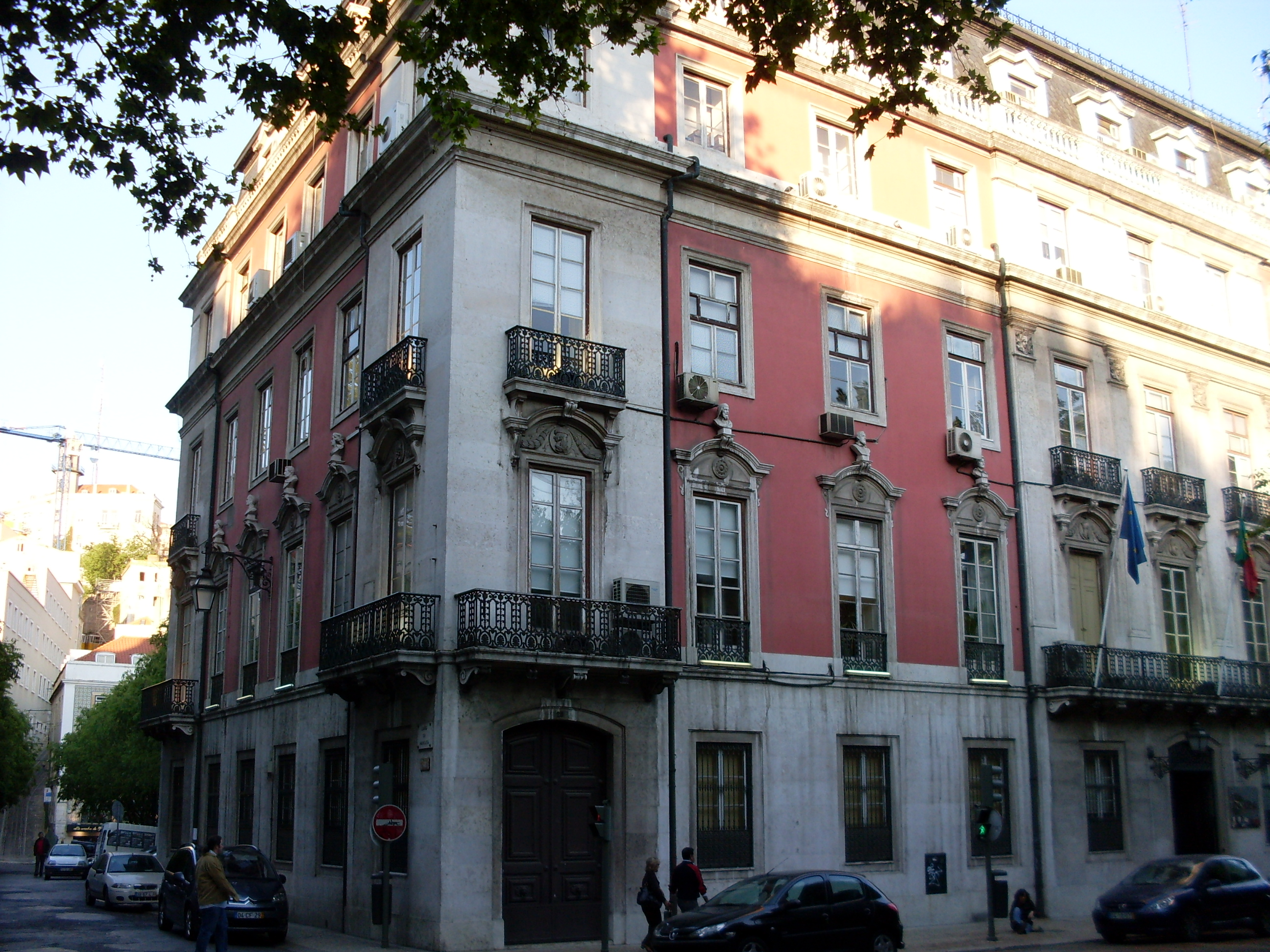
Здания на Авенида да Либердаде
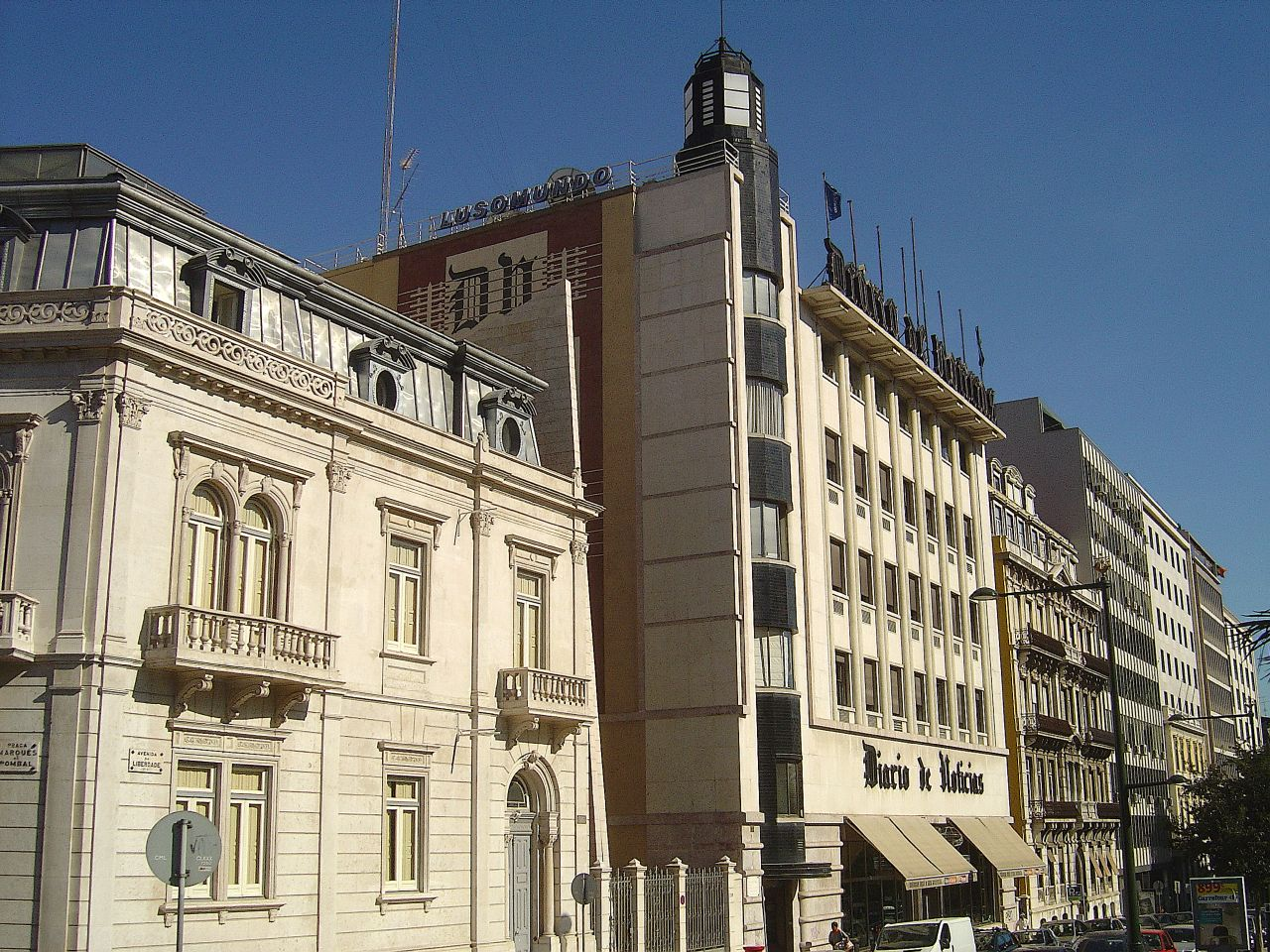
Здания на Авенида да Либердаде